# Finding Graceland – Unterwegs mit Elvis
Finding Graceland – Unterwegs mit Elvis ist ein US-amerikanisches Filmdrama aus dem Jahr 1998. Regie führte David Winkler, das Drehbuch schrieb Jason Horwitch.

## Handlung
Nach dem Tod seiner Ehefrau Beatrice unternimmt Byron Gruman eine Reise durch die USA. Er nimmt in New Mexico einen Mann mit, der behauptet, er sei Elvis Presley und wolle nach Graceland zurückkehren.
Gruman will den falschen Elvis zuerst loswerden. Nach einem Zwischenfall mit einem Verkehrspolizisten, den Elvis besänftigt, findet Gruman dessen Persönlichkeit zunehmend faszinierend. In einem Casino lernt Gruman die Imitatorin von Marilyn Monroe Ashley kennen.

## Kritiken
Mike DeWolfe schrieb im Apollo Movie Guide, es sei erstaunlich, dass Harvey Keitel als einer der besten Schauspieler der Gegenwart mitmachen wollte. Er sei genauso fehlplatziert wie Jean-Claude Van Damme, der Chris Farley verkörpern würde. Durch die Löcher in der Handlung könne ein Cadillac durchfahren.

## Hintergründe
Der Film wurde in Hollywood (Mississippi), in Tunica (Mississippi) und in Memphis (Tennessee) gedreht. Seine Produktionskosten betrugen schätzungsweise 10 Millionen US-Dollar. Die Weltpremiere fand am 12. September 1998 auf dem Toronto International Film Festival statt. In Deutschland erschien der Film am 25. August 2016 auf DVD und Blu-ray.